# Aeropuerto Internacional de la Costa de Plata
El Aeropuerto Internacional de la Costa de Plata (portugués: Aeroporto Internacional da Costa de Prata), también conocido como Aeropuerto de Figueira da Foz (portugués: Aeroporto da Figueira da Foz), iba a ser un aeropuerto ubicado en Figueira da Foz, Portugal, más concretamente en Lavos, 7 km al sur del centro de la ciudad, y estaría destinado a dar servicio a esta ciudad, la Costa de Plata y la Región Centro del país. A pesar de su alcance, nunca despegó y finalmente fue abandonado.
Programado para abrir en 1993, además del aeropuerto, el proyecto incluía un centro de formación aeronáutica de nivel universitario y, a más largo plazo, una línea ferroviaria de alta velocidad o monorraíl que conectaba el aeropuerto con el centro de Figueira da Foz y otras ciudades de la región, incluidas Coímbra, Leiría y Fátima. El proyecto estuvo a cargo de Globo Air, empresa de capital privado portugués, norteamericano y francés, que aspiraba a instalar una aerolínea que pudiera utilizar este aeropuerto como su hub. El proyecto fue concebido por el estudio Atelier da Cidade, que incluía una terminal en un diseño circular, capaz de albergar 21 aviones de fuselaje ancho.